# Alloclubionoides paikwunensis
Alloclubionoides paikwunensis är en spindelart som först beskrevs av Kim och Jung 1993.  Alloclubionoides paikwunensis ingår i släktet Alloclubionoides och familjen mörkerspindlar. Inga underarter finns listade i Catalogue of Life.